# 有餘涅槃界
有餘涅槃界佛、辟支佛、阿羅漢弟子生前所體驗的涅槃界，因為雖然一切煩惱已滅盡，但由於過去執取所產生的諸蘊還存在。在《巴利三藏》注疏裏也被稱為“煩惱之滅盡”。

## 佛經記載
《本事經》:
|  | 吾從世尊。聞如是語。苾芻當知。其涅槃界。略有二種。云何為二。一者有餘依涅槃界。二者無餘依涅槃界。 1. 云何名為有餘依涅槃界。謂諸苾芻。得阿羅漢。諸漏已盡。梵行已立。所作已辦。已捨重擔。已證自義。已盡有結。已正解了。心善解脫。已得遍知。宿行為緣。所感諸根。猶相續住。雖成諸根。現觸種種好醜境界。而能厭捨。無所執著。不為愛恚纏繞其心。愛恚等結。皆永斷故。……乃至其身。相續住世。未般涅槃。常為天人。瞻仰禮拜。恭敬供養。是名有餘依涅槃界。 2. 云何名為無餘依涅槃界。謂諸苾芻。得阿羅漢。諸漏已盡。梵行已立。所作已辦。已捨重擔。已證自義。已盡有結。已正解了。已善解脫。已得遍知。彼於今時。一切所受。無引因故。不復希望。皆永盡滅。畢竟寂靜。究竟清涼。隱沒不現。惟由清淨。無戲論體。如是清淨。無戲論體。不可謂有。不可謂無。不可謂彼亦有亦無。不可謂彼非有非無。惟可說為不可施設究竟涅槃。是名無餘依涅槃界。 苾芻當知。如是名為略有二種涅槃之界。爾時世尊。重攝此義。而說頌曰： 1. 漏盡心解脫。任持最後身。名有餘涅槃。 2. 諸行猶相續。諸所受皆滅。寂靜永清涼。名無餘涅槃。 眾戲論皆息。此二涅槃界。最上無等倫。謂現法當來。寂靜常安樂。 |

《增一阿含經·火滅品·二經》：
|  | 爾時。世尊告諸比丘。有此二法涅槃界。云何為二。有餘涅槃界、無餘涅槃界。 1. 彼云何名為有餘涅槃界。於是。比丘滅五下分結。即彼般涅槃。不還來此世。是謂名為有餘涅槃界。 2. 彼云何名為無餘涅槃界。於是。比丘盡有漏成無漏。意解脫、智慧解脫。自身作證而自遊戲。生死已盡。梵行已立。更不受有。如實知之。是謂為無餘涅槃界。 此二涅槃界。當求方便。至無餘涅槃界。 |

《雜阿含經·七三八經》：
|  | 此七覺分修習多修習。當得二果。得現法智有餘涅槃。及阿那含果。 |

《雜阿含經·七四〇經》：
|  | 若比丘修習此七覺分。多修習已。當得七果。何等為七？謂： 1. 現法智有餘涅槃。及命終時。 2. 若不爾者。五下分結盡。得中般涅槃。 3. 若不爾者。得生般涅槃。 4. 若不爾者。得無行般涅槃。 5. 若不爾者。得有行般涅槃。 6. 若不爾者。得上流般涅槃。 |

《阿毘達磨發智論》：
|  | 如契經說。有二涅槃界。謂有餘依涅槃界。及無餘依涅槃界。 1. 云何有餘依涅槃界。答若阿羅漢。諸漏永盡。壽命猶存。大種造色相續未斷。依五根身。心相續轉。有餘依故。諸結永盡。得獲觸證。名有餘依涅槃界。 2. 云何無餘依涅槃界。答即阿羅漢。諸漏永盡。壽命已滅。大種造色相續已斷。依五根身。心不復轉。無餘依故。諸結永盡。名無餘依涅槃界。 |